# Mashare (Wahlkreis)
Mashare ist ein Wahlkreis in der Region Kavango-Ost in Namibia. Er hat fast 19.500 Einwohner (Stand 2023) auf einer Fläche von 9140 km². Der Wahlkreis besteht aus den Siedlungen Dwasa, Tceha, Kondja, Namagadi und Rudjadja sowie der Wahlkreishauptstadt Mashare.
Es gibt ein bilaterales Abkommen mit Angola, das gegenseitige grenznahe Einwanderung ohne Reisedokumente erlaubt. Dies gilt für eine maximale Entfernung von 30 km, es gilt nicht für Touristen.
Mashare ist wirtschaftlich vor allem auch für den Gemüse- und Obstanbau bekannt. Im Juli 2020 wurden erstmals Blaubeeren geerntet.

## Wahlen
| Wahl | Name                | Partei | Stimmenanteil |
| ---- | ------------------- | ------ | ------------- |
| 1992 | Paulus Sikongo      | SWAPO  | 71,9 %        |
| 1998 | Paulus Sikongo      | SWAPO  | 77,2 %        |
| 2004 | Bonifatius Wakudumo | SWAPO  | 80,1 %        |
| 2010 | Bonifatius Wakudumo | SWAPO  | 64,9 %        |
| 2015 | Mavara Nkore        | SWAPO  | 62,9 %        |
| 2020 | Mavara Nkore        | SWAPO  | 60,1 %        |